# Rudolf Keyser
Pour les articles homonymes, voir Keyser.
Rudolf Keyser, né le 1er janvier 1803 à Oslo et décédé le 9 octobre 1864, est un historien et archéologue norvégien,.

## Biographie
Après avoir étudié en Islande, il est nommé doctorant à l'Université d'Oslo en 1828. Il devient professeur dans cette université en 1831 et y restera jusqu'en 1862. Il était également gérant du Musée universitaire des Antiquités. Son rôle était de catégoriser les œuvres préhistoriques. Il utilisait beaucoup le système chronologique développé par Christian Jürgensen Thomsen,.
Keyser était associé avec la Théorie de l'immigration en Norvège. Cette dernière a été en partie inspirée des premiers travaux de Gerhard Schøning. Elle était également dénoncée par beaucoup d'historiens norvégiens, particulièrement par Ludvig Kristensen Daa.
Keyser devient chevalier de l'Ordre de Saint-Olaf en 1847,.

## Œuvres
Cette liste ne recense pas tous les travaux de Rudolf Keyser.
- Nordmændenes religionsforfatning i hedendommen (1847)[4]
- Den norske Kirkes Historie under Katholicismen, volume 1 (1856)[5]
- Den norske Kirkes Historie under Katholicismen, volume 2 (1858)[6]
- Norges Historie, volume 1 (1866)[7]
- Norges Historie, volume 2 (1870)[8]
- Samlede Afhandlinger (1868)[9]